# Joseph Nash

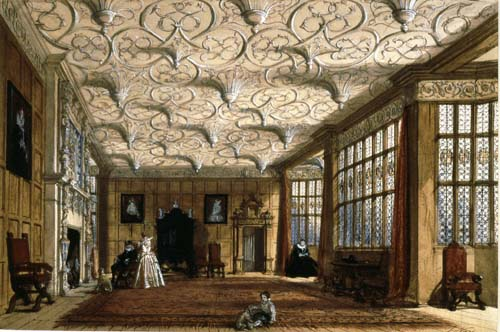
Gesellschaftszimmer in Bramall Hall

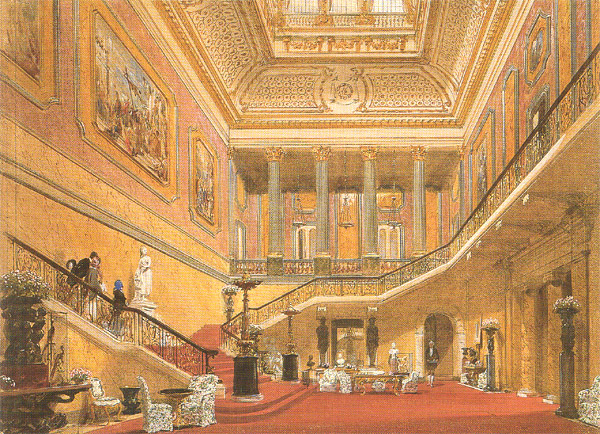
Lancaster House – Zentrale Halle mit der Großen Treppe; Nash, 1850.

Joseph Nash (* 17. Dezember 1809 in Great Marlow, Buckinghamshire; † 19. Dezember 1878 in London) war ein englischer Aquarellmaler und Lithograf, bekannt für seine gekonnten Darstellungen gotischer Architektur und historischer Gebäude.

## Leben
Nash war der älteste Sohn eines Pfarrers, der die Manor House School in Croydon führte. Später studierte er bei dem Künstler und Architekten Augustus Charles Pugin, unter dem er sich zu einem geschickten Zeichner, speziell von gotischer Architektur entwickelte. 1829 reiste er mit Pugin nach Paris und assistierte dort beim Erstellen der Zeichnungen für das 1830 erschienene Werk Paris and its Environs.
Frühzeitig wendete sich Nash der Lithografie zu und lieferte zum Beispiel die Steinzeichnungen für Pugins 1830 erschienenes Buch Views Illustrative of Examples of Ghotic Architecture. Außerdem illustrierte er Romane und Poesie. Sein besonderes Augenmerk galt jedoch malerischen Herrenhäusern aus dem 16. Jahrhundert (siehe: Tudorstil) und deren großartigen Interieurs. Hampton Court Palace und Speke Hall waren zum Beispiel Bauwerke, die Nash oft darstellte. 1838 publizierte er Architecture of the Middle Ages.
Von 1839 an entstand über einen Zeitraum von 10 Jahren Nashs vierbändiges Werk Mansions of England in the Olden Time. Um die Fülle an Darstellungen zusammenzubringen, reiste er quer durch das ganze Land. Dabei konzentrierte er sich auf die architektonischen Aspekte der Bauwerke und belebte deren Darstellung gekonnt mit Figurenstaffage. Das Werk wurde außerordentlich populär, und die enthaltenen Lithografien fanden weite Verbreitung; es wurde ihnen sogar Einfluss auf die (steigenden) Besucherzahlen von historischen Bauwerken zugesprochen.